# Emilie Snethlage
Henriette Mathilde Maria Elisabeth Emilie Snethlage (ur. 13 kwietnia 1868, zm. 25 listopada 1929) – brazylijska przyrodnik i ornitolog niemieckiego pochodzenia, znana z badań nad awifauną Amazonii.

## Życiorys
Urodziła się w Kraatz (obecna dzielnica Gransee) w Prusach i wykształciła prywatnie w domu swojego ojca. W 1900 roku, po latach pracy jako guwernantka, zwróciła zainteresowania ku historii naturalnej. W 1904 roku, po studiach w Berlinie i Jenie, jako jedna z pierwszych kobiet w Niemczech uzyskała stopień doktora filozofii przyrody na Uniwersytecie Albrechta i Ludwika we Fryburgu. Następnie została asystentem zoologicznym w Muzeum Historii Naturalnej w Berlinie, gdzie pracowała pod kierunkiem Antona Reichenowa. Po rekomendacji Reichenowa została zatrudniona przez Emila Goeldiego w Muzeum Historii Naturalnej w Belém w Brazylii (przemianowanym później na Museo Paraense Emílio Goeldi), gdzie przybyła w sierpniu 1905 roku.
W 1914 roku, po śmierci botanika Jacques’a Hubera, została dyrektorem Museu Paraense Emílio Goeldi. W tym samym roku napisała Catálogo das Aves Amazônicas (pl.: Katalog ptaków Amazonii). W 1915 roku Snethlage została honorową członkinią Brytyjskiej Unii Ornitologów. W 1921 roku odeszła jako naturalista viajante do Muzeum Narodowego w Rio de Janeiro. Kontynuowała swoje badania nad brazylijską awifauną, podróżując do Minas Gerais, Maranhão, Ceará, Espírito Santo, Santa Catarina, Paraná, stanu São Paulo oraz po brazylijskiej Amazonii. Prowadziła je aż do śmierci w 1929 roku, gdy zmarła z powodu wady serca, na łodzi, na rzece Madeirze. W ostatnim ze swoich listów wspomina o spotkaniu z angielską zbieraczką motyli Margaret Elizabeth Fountaine.
W latach 1905–1929, podczas swoich badań opisała wiele nowych gatunków ptaków, takich jak m.in.: smukłodziobek amazoński (Hemitriccus minor), drwal prążkowany (Hylexetastes stresemanni), czarnomrowik czerwonooki (Myrmeciza goeldii), mrówiaczek ciemny (Myrmotherula iheringi), mrówiaczek żółtawy (Myrmotherula sclateri) czy tyrańczyk rdzawoczelny (Phylloscartes roquettei).
Uznana w 2002 roku za nowy gatunek ptaka rudosterka kreskowana (Pyrrhura snethlageae) została nazwana na jej cześć (obecnie klasyfikowana jako podgatunek rudosterki amazońskiej Pyrrhura amazonum).

## Publikacje (lista niepełna)[5]
- Snethlage, E. 1905 – Ueber die Frage vom Muskelansatz und der Herkunft der Muskulatur bei den Arthropoden. Zoologische Jahrbücher. Bd. 21. Abteilung für Anatomie
- Snethlage, E. 1906 – Ueber brasilianische Voegel. Ornithologische Monatsberichte, 14:9.
- Snethlage, E. 1906 – Einige Bemerkungen ueber Ypocnemis vidua Hellm. und Phlogopsis paraensis Hellm. Ornithologische Monatsberichte, 14:9-31.
- Snethlage, E. 1906 – Ein neuer Zwergspecht. Ornithologische Monatsberichte, 14:59-60.
- Snethlage, E. 1906 – Ueber unteramazonische Voegel. Journal für Ornithologie, 1906:407-411, 519-527; 1907:283-299.
- Snethlage, E. 1907 – Neue Vogelarten aus Südamerika. Ornithologische Monatsberichte., 15:160- 164, 193-196.
- Snethlage, E. 1908 – Eine Vogelsammlung vom Purus, Brasilien. Journal für Ornithologie, 1908:7-24.
- Snethlage, E. 1908 – Ornithologisches von Tapajoz und Tocantins. Journal für Ornithologie, 1908:493-539.
- Snethlage, E. 1908 – Sobre uma collecção de aves do Rio Purus. Bol. Museu Goeldi, 5:43-78.
- Snethlage, E. 1908 – Novas espécies de aves amazônicas das collecções do Museu Goeldi. Bol. Museu Goeldi, 5:437-448.
- Snethlage, E. 1908 – Novas espécies de peixes amazônicos das collecções do Museu Goeldi. Bol. Museu Goeldi, 5:449-455.
- Snethlage, E. 1908 – Bibliographia zoologica. Bol. Museu Goeldi, 5:463-471.
- Snethlage, E. 1909 – Sobre a distribuição da avifauna campestre na Amazônia. Bol. Museu Goeldi, 6:226-235.
- Snethlage, E. 1909 – Berichtigung. Orn. Monatsberichte, 18:192.
- Snethlage, E. 1910 – Zur Ethnographie der Chipaya und Curuahé. Zeitschrift für Ethnologie, : 612-637.
- Snethlage, E. 1910 – Neue Vogelarten aus Amazonien. Ornithologische Monatsberichte, 20:153- 155.
- Snethlage, E. 1912 – A travessia entre o Xingu e o Tapajoz. Bol. Museu Goeldi, 7:49-92.
- Snethlage, E. 1912 – Vocabulario comparativo dos Indios Chipayas e Curuahé. Bol. Museu Goeldi, 12:93-99.
- Snethlage, E. 1913 – A travessia entre o Xingú e o Tapajoz. Pará, Brazil: E. Lohse & Cia.
- Snethlage, E. 1913 – Ueber die Verbreitung der Vogelarten in Unteramazonien. Journal für Ornithologie, 1913: 469-539.
- Snethlage, E. 1914 – Neue Vogelarten aus Amazonien. Ornithologische Monatsberichte, 22:39-44.
- Snethlage, E. 1914 – Catálogo das Aves Amazônicas. Boletim do Museu Paraense Emílio Goeldi de Historia Natural e Etnografia, 8: 1-530.
- Snethlage, E. 1917 – Nature and Man in Eastern Pará, Brazil. The Geographical Review (New York), 4(1): 41-50.
- Snethlage, E. 1920-1921 – Die Indianerstaemme am mittleren Xingu. Zeitschrift für Ethnologie, :395-427.
- Snethlage, E. 1923 – Oribatídeos Brasileiros (Uebersetzung der Arbeit, von Dr. Max Sellnick). Archivos Mus. Nacional, 24:283-300.
- Snethlage, E. 1924 – Neue Vogelarten aus Nordbrasilien. Journal für Ornithologie, 446-450.
- Snethlage, E. 1924 – Informações sobre a avifauna do Maranhão, Bol. Mus. Nacional, 1: 219-223.
- Snethlage, E. 1924 – Novas especies de aves do NE do Brasil. Bol. Mus. Nacional, :407-412.
- Snethlage, E. 1925 – Neue Vogelarten aus Nordbrasilien. Journal für Ornithologie, 73:264-274.
- Snethlage, E. 1925 – Die Flüsse Iriri und Curuá im Gebiete des Xingu. Zeitschrift der Gesellschaft für Erdkunde zu Berlin, : 328-354.
- Snethlage, E. 1925 – Resumo de trabalhos executados na Europa de 1924-1925. Bol. Mus. Nacional, 2 (6): 35-70.
- Snethlage, E. 1926 – Uma nova espécie de Dendrocolaptídeo no interior do Brasil. Bol. Mus. Nacional, 3(3): 59-60.
- Snethlage, E. 1926 – Algumas observações sobre pássaros raros e pouco conhecidos do Brasil, Bol. Mus. Nacional, 3(3): 61-64.
- Snethlage, E. 1927 – Bemerkungen ueber einige wenig bekannte Formicariiden aus Süd- und Mittelbrasilien. Journal für Ornithologie, :371-374.
- Snethlage, E. 1927 – Ein neuer Cuculidae aus Südbrasilien. Ornithologische Monatsberichte, 35(3): 80-82.
- Snethlage, E. 1928 – Novas espécies e subespécies de aves do Brasil Central. Bol. Mus. Nac., 4(2): 1-7.